# 백 인 액션
《백 인 액션》(영어: Back in Action)은 2025년 공개된 미국의 액션 코미디 영화이다. 세스 고든이 감독과 공동각본을 맡았다. 2014년 배우 캐머런 디애즈가 연예계 은퇴를 선언한 이후 첫 복귀작이다.

## 줄거리
- **《백 인 액션》(영어: Back in Action)**은 2025년 넷플릭스를 통해 공개된 미국의 액션 코미디 영화이다. 세스 고든(Seth Gordon)이 감독을 맡았으며, 제이미 폭스(Jamie Foxx)와 카메론 디아즈(Cameron Diaz)가 주연을 맡았다. 본 작품은 은퇴한 전직 CIA 요원이 다시 스파이 세계에 휘말리면서 벌어지는 사건들을 유쾌하고 긴장감 있게 그린다.

## 출연
- 제이미 폭스
- 캐머런 디애즈
- 글렌 클로즈
- 카일 챈들러
- 앤드루 스콧
- 제이미 디미트리우
- 매케나 로버츠
- 라일런 잭슨